# Arrugas (película)
Arrugas es una película de animación española dirigida por Ignacio Ferreras y basada en la novela gráfica Arrugas de Paco Roca. La historia está ambientada en una casa de retiro y gira en torno a la amistad entre dos hombres de edad avanzada, uno de ellos en las primeras etapas de la enfermedad de Alzheimer.

## Producción
La película fue producida por Perro Verde Films, dirigida por José María Balaguer, y coproducido por Cromosoma. El presupuesto fue de dos millones y medio de euros. El trabajo de animación hecho en España fue de un 75%, y el resto se subcontrata a las Filipinas.
El equipo artístico de esta película de animación tiene como protagonistas a Paco Roca, autor del tebeo, coguionista y diseñador; Ignacio Ferreras, director y coguionista; Nani García, compositor de la banda sonora, propuesto y elegido por el productor Fernando Fonseca.
El rodaje se llevó a cabo durante el invierno de 2010 y el verano de 2011.

## Reparto
- Tacho González - Emilio
- Álvaro Guevara - Miguel
- Mabel Rivera - Antonia
- Antonio Salazar - Eustaquio

## Presentación y críticas
La película se estrenó el 19 de septiembre en la 59 edición (2011) del Festival Internacional de Cine de San Sebastián.
Neil Young de The Hollywood Reporter publicó sobre la película

Arrugas tiene un enfoque digno de elogio sentimental y lleno de matices a un tema complejo, que evita las situaciones melodramáticas y caracterizaciones simplistas, si bien respetando ciertas convenciones de este sub-género ... No hay escasez de patetismo genuino aquí y aunque Nani puntuación de García en gran medida golpea golpea convencional, previsible y cada lágrima es difícil de ganar y no simplemente "tiró". Estilo Ferreras 'animación es realista y directa con especial atención a los detalles pequeños de la decoración, la ropa y el gesto.
 Neil Young

Fionnuala Halligan escribió en Screen Daily:

"Ignacio Ferreras trabajado en nominado al Oscar Sylvain Chomet El ilusionista y que lleva la llama hacia adelante aquí con el . moverse arrugas cel animación (Arrugas), fácilmente una de las mejores películas de salir de San Sebastián de este año ", elogió Halligan la caracterización de los dos personajes principales y su relación, y escribió:" Algunos de los otros aspectos de la historia son más ampliamente esbozado Sin embargo, y de vez en cuando podría ser acusado de etiquetado el pathos demasiado liberal ... Hay momentos muy bien-juzgados de humor, sin embargo, las arrugas y se abstiene de una manera más digna en lo que respecta a lo inevitable, pero tierna, desenlace.
Fionnuala Halligan

La película se estrenó el 27 de enero en España.

## Premios y nominaciones
XXVI edición de los Premios Goya
| Categoría                   | Resultado |
| --------------------------- | --------- |
| Mejor película de animación | Ganadora  |
| Mejor guion adaptado        | Ganadora  |

68.ª edición de las Medallas del Círculo de Escritores Cinematográficos
| Categoría                   | Persona                     | Resultado |
| --------------------------- | --------------------------- | --------- |
| Mejor película de animación | Mejor película de animación | Nominada  |
| Labor de promoción y prensa | Wanda Visión                | Ganadora  |

Otros premios y nominaciones
- Premio del público 2016 en el Festival de Cine de Alcalá de Henares
- El compositor de la banda sonora, Nani García, fue nominado a los Premios Mestre Mateo y a los premios nacionales de la crítica especializada.
- Además fue nominada a mejor película animada en los Premios Annie junto con otra película también española: Chico y Rita, de Fernando Trueba.